# Övre Hänalamm
Övre Hänalamm är en sjö i Ljusdals kommun i Hälsingland och ingår i Ljusnans huvudavrinningsområde.